# Областной комитет КПСС Коми
Областно́й (республиканский) комите́т КПСС Коми — центральный партийный орган, существовавший в Коми (Автономная область Коми (Зырян), Коми АССР) с августа 1921 года по 6 ноября 1991 года.

## История
- 22 августа 1921 года из частей Архангельской и Северо-Двинской губерний образована Автономная область Коми (Зырян) и в связи с этим, был создан областной комитет РКП(б) Автономной области Коми (Зырян).
- В декабре 1925 областной комитет РКП(б) Автономной области Коми (Зырян) переименован в Областной комитет ВКП(б) Автономной области Коми (Зырян).
- C 15 июля 1929 года Автономная область Коми (Зырян) в составе Северного края.
- 5 декабря 1936 Автономная область Коми (Зырян) преобразована в Коми Автономную Советскую Социалистическую Республику. Областной комитет ВКП(б) Автономной области Коми (Зырян) переименован в Коми областной комитет ВКП(б).
- 13 октября 1952 года Коми областной комитет ВКП(б) переименован в Коми областной комитет КПСС.
- В октябре 1990 Коми областной комитет КПСС преобразован в Коми республиканский комитет КП РСФСР (в составе КПСС).
- 23 августа 1991 года деятельность КП РСФСР приостановлена, а 6 ноября того же года запрещена.

## Первые секретари Коми областного комитета партии
| № | Фото                                                                        | Имя (Годы жизни)                                                            | Срок полномочий                                                             | Срок полномочий                                                             | Партия                                                                      | Партия                                                                      | Примечания |
| № | Фото                                                                        | Имя (Годы жизни)                                                            | Вступил в должность                                                         | Покинул должность                                                           | Партия                                                                      | Партия                                                                      | Примечания |
| Первые секретари областного комитета РКП(б) Автономной области Коми (Зырян)                                           | Первые секретари областного комитета РКП(б) Автономной области Коми (Зырян) | Первые секретари областного комитета РКП(б) Автономной области Коми (Зырян) | Первые секретари областного комитета РКП(б) Автономной области Коми (Зырян) | Первые секретари областного комитета РКП(б) Автономной области Коми (Зырян) | Первые секретари областного комитета РКП(б) Автономной области Коми (Зырян) | Первые секретари областного комитета РКП(б) Автономной области Коми (Зырян) | Первые секретари областного комитета РКП(б) Автономной области Коми (Зырян) |
| --- | --------------------------------------------------------------------------- | --------------------------------------------------------------------------- | --------------------------------------------------------------------------- | --------------------------------------------------------------------------- | --------------------------------------------------------------------------- | --------------------------------------------------------------------------- | --- |
| 1 |                                                                             | Яков Фёдорович Потапов (1890–1942)                                          | 15 января 1921                                                              | Январь 1922                                                                 |                                                                             | РКП(б)                                                                      | Назначен на должность постановлением I-го пленума Зырянского областного комитета РКП(б). В 1935 году необоснованно репрессирован, после освобождения из лагеря переехал в г. Малоярославец, где в период Великой Отечественной войны оказался в оккупации, после освобождения города от немцев по решению особого совещания НКВД СССР обвинён в измене родине и расстрелян не ранее 1942 года. В 1959 году реабилитирован и восстановлен в партии. |
| 2 |                                                                             | Михаил Петрович Минин (1897–1938)                                           | Январь 1922                                                                 | Август 1922                                                                 |                                                                             | РКП(б)                                                                      | В 1937 году, в период работы заместителем управляющего трестом «Комилес», репрессирован как «буржуазный националист». Умер в лагере, реабилитирован посмертно. |
| 3 |                                                                             | Афанасий Михайлович Чирков (1887–1959)                                      | Сентябрь 1922                                                               | Июль 1924                                                                   |                                                                             | РКП(б)                                                                      | |
| 4 |                                                                             | Дмитрий Ильич Селиванов (1887–1941)                                         | Июль 1924                                                                   | 31 декабря 1925                                                             |                                                                             | РКП(б)                                                                      | С 22 августа 1920 по май 1921 года — председатель Зырянского (Коми) революционного комитета. На I Всезырянском съезде коммунистов в январе 1921 года был избран первым председателем областного революционного комитета Коми автономной области. 29 января 1922 года на I областном съезде Советов рабочих, крестьянских и красноармейских депутатов был избран первым председателем исполнительного комитета Советов Коми автономной области. С июля по декабрь 1922 года — председатель Коми областного исполкома. |
| Первые секретари областного комитета ВКП(б) Автономной области Коми (Зырян)                                           |                                                                             |                                                                             |                                                                             |                                                                             |                                                                             |                                                                             | |
| (4) |                                                                             | Дмитрий Ильич Селиванов (1887–1941)                                         | 31 декабря 1925                                                             | 2 июня 1927                                                                 |                                                                             | ВКП(б)                                                                      | 31 декабря 1925 года произошло переименование в Областной комитет ВКП(б) Автономной области Коми (Зырян). Селиванов занял переименованную должность. |
| 5 |                                                                             | Григорий Андреевич Козлов (1885–1975)                                       | 2 июня 1927                                                                 | 8 марта 1929                                                                |                                                                             | ВКП(б)                                                                      | |
| 6 |                                                                             | Николай Алексеевич Люстров (1891–1938)                                      | 8 марта 1929                                                                | Март 1930                                                                   |                                                                             | ВКП(б)                                                                      | В 1937 году был репрессирован. 25 апреля 1938 года расстрелян в Москве по обвинению в «контрреволюционной деятельности» (ст. 58 УК РСФСР). Реабилитирован 13 июля 1957 года за отсутствием состава преступления. |
| 7 |                                                                             | Николай Степанович Колегов (1897–1983)                                      | Марта 1930                                                                  | Август 1932                                                                 |                                                                             | ВКП(б)                                                                      | 8 апреля 1939 года арестован НКВД Коми АССР по ст. 17-58, 58-7, 58-11 УК РСФСР. Постановлением того же ведомства от 05 сентября 1939 года дело прекращено. |
| (и. о.) |                                                                             | Васильев Г. В. (н/д)                                                        | Август 1932                                                                 | 11 декабря 1932                                                             |                                                                             | ВКП(б)                                                                      | Исполняющий обязанности первого секретаря, как второй секретарь областного комитета ВКП(б) Автономной области Коми (Зырян). |
| 8 |                                                                             | Алексей Александрович Семичёв (1893–1941)                                   | 11 декабря 1932                                                             | 5 декабря 1936                                                              |                                                                             | ВКП(б)                                                                      | |
| Первые секретари Коми областного комитета ВКП(б)                                                                      |                                                                             |                                                                             |                                                                             |                                                                             |                                                                             |                                                                             | |
| (8) |                                                                             | Алексей Александрович Семичёв (1893–1941)                                   | 5 декабря 1936                                                              | 2 ноября 1937                                                               |                                                                             | ВКП(б)                                                                      | Автономная область Коми (Зырян) преобразована в Коми Автономную Советскую Социалистическую Республику. В связи с этим была переименована и должность. С ноября 1937 года решением ЦК ВКП(б) освобождён от обязанностей руководителя областной парторганизации и вызван в Москву. 5 июня 1938 года был арестован и приговорён Военным трибуналом Московского округа войск НКВД 25 января 1941 года по статьям 58-7 УК РСФСР, 58-8, 58-11 УК РСФСР к расстрелу. Определением Верховного суда СССР от 14 марта 1941 года расстрел был заменён на 20 лет лишения свободы и 5 лет поражения в правах. Умер в заключении в 1941 году. Реабилитирован 17 марта 1956 г. |
| (и. о.) |                                                                             | Павел Иванович Мурашёв (1900–1942)                                          | 2 ноября 1937                                                               | Июнь 1938                                                                   |                                                                             | ВКП(б)                                                                      | 21 июня 1938 года был арестован, а 19 сентября 1939 года приговорён к 10-ти годам лишения свободы. 28 февраля 1940 года был освобождён, однако 27 ноября того же года вновь арестован. 1 июля 1942 года приговорён к 8-ми годам лишения свободы и 5-ти годам поражения в правах. 21 января 1942 года умер в исправительно-трудовом лагере. Посмертно реабилитирован 06 июня 1956 года. |
| (и. о.) |                                                                             | Иван Дмитриевич Рязанов (1903–1942)                                         | Июнь 1938                                                                   | 10 июля 1938                                                                |                                                                             | ВКП(б)                                                                      | Погиб 14 августа 1942 года в боях под Сталинградом. |
| 9 | 10 июля 1938                                                                | Иван Дмитриевич Рязанов (1903–1942)                                         | Март 1940                                                                   |                                                                             |                                                                             | ВКП(б)                                                                      | Погиб 14 августа 1942 года в боях под Сталинградом. |
| 10 |                                                                             | Алексей Георгиевич Тараненко (1900–1960)                                    | Март 1940                                                                   | 25 декабря 1948                                                             |                                                                             | ВКП(б)                                                                      | |
| 11 |                                                                             | Осипов Георгий Иванович (1906–1980)                                         | 25 декабря 1948                                                             | 13 октября 1952                                                             |                                                                             | ВКП(б)                                                                      | |
| Первые секретари Коми областного комитета КПСС                                                                        |                                                                             |                                                                             |                                                                             |                                                                             |                                                                             |                                                                             | |
| (11) |                                                                             | Осипов Георгий Иванович (1906–1980)                                         | 13 октября 1952                                                             | 23 марта 1957                                                               |                                                                             | КПСС                                                                        | 13 октября 1952 года произошло переименование в Коми областной комитет КПСС. Осипов занял переименованную должность. |
| 12 |                                                                             | Александр Григорьевич Дмитрин (1914–2001)                                   | 23 марта 1957                                                               | 29 октября 1965                                                             |                                                                             | КПСС                                                                        | |
| 13 |                                                                             | Иван Павлович Морозов (1924–1987)                                           | 29 октября 1965                                                             | 28 марта 1987                                                               |                                                                             | КПСС                                                                        | |
| 14 |                                                                             | Владимир Иванович Мельников (1935–2010)                                     | 28 марта 1987                                                               | 9 августа 1989                                                              |                                                                             | КПСС                                                                        | |
| 15 |                                                                             | Юрий Алексеевич Спиридонов (1938–2010)                                      | 9 августа 1989                                                              | 7 июня 1990                                                                 |                                                                             | КПСС                                                                        | Впоследствии первый всенародно избранный глава Республики Коми. |
| (и. о.) |                                                                             | Вениамин Саватьевич Осипов (род. 1940)                                      | 7 июня 1990                                                                 | Октябрь 1990                                                                |                                                                             | КПСС                                                                        | Исполняющий обязанности первого секретаря, как второй секретарь Коми областного комитета КПСС. |
| Первые секретари Коми республиканского комитета КП РСФСР                                                              |                                                                             |                                                                             |                                                                             |                                                                             |                                                                             |                                                                             | |
| 16 |                                                                             | Алексей Васильевич Батманов (1939–2021)                                     | Октябрь 1990                                                                | 23 августа 1991                                                             |                                                                             | КПСС                                                                        | После провала путча 1991 года деятельность КП РСФСР была приостановлена. Батманов стал последним в должности. 19 октября 2021 года скончался. |
| Должность упразднена. Руководство республикой на себя принял Председатель Верховного совета Коми ССР Юрий Спиридонов. |                                                                             |                                                                             |                                                                             |                                                                             |                                                                             |                                                                             | |